# Lino De Petrillo
Aquilino De Petrillo, meglio conosciuto come Lino (Roccamonfina, 3 marzo 1934), è un allenatore di calcio ed ex calciatore italiano, di ruolo centrocampista.

## Biografia
Suo figlio Alessio dopo aver giocato con l'Empoli in Serie A (senza però esordire in massima serie) ed in Serie C con varie squadre, è diventato a sua volta un allenatore ed ha guidato varie squadre in Serie C1, in Serie C2 e la Primavera del Pisa. È inoltre stato vice del tecnico Czesław Michniewicz al Legia Varsavia e nella nazionale polacca al campionato mondiale del 2022.

## Carriera

### Giocatore
Dopo aver militato in IV Serie con il San Vito Benevento, ha giocato per due anni nel Livorno e per tre anni nel Pisa in Serie C, dal 1961 al 1964, indossando per l'intero periodo la fascia da capitano e mettendo a segno un totale di 4 gol in 105 partite giocate con la maglia neroazzurra; successivamente ha vestito la maglia del Forlì in Serie C.

### Allenatore

#### Gli inizi in Serie D e la Serie C all'Olbia
Inizia la carriera da allenatore nella stagione 1967-1968, nella quale subentra a stagione in corso sulla panchina del Le Signe nel campionato di Serie D. L'anno seguente allena invece il Tempio, con cui ottiene un settimo posto in classifica nel massimo campionato dilettantistico (che gli vale anche la vittoria della Coppa Cossu-Mariotti); continua ad allenare in Serie D anche nella stagione 1969-1970, nella quale chiude ancora al settimo posto in classifica alla guida dell'Alghero. Rimane in Sardegna anche nei tre anni successivi, nei quali ottiene tre salvezze consecutive sulla panchina dell'Olbia, squadra militante in Serie C.

#### Nocerina e Potenza
Nel 1973 viene ingaggiato dalla Nocerina, con cui ottiene un quarto posto in classifica in Serie C nella stagione 1973-1974. A fine anno scende in Serie D dopo quattro anni di professionismo per allenare il Potenza, chiamato dal presidente dei lucani Nino Somma. La squadra si mantiene fin dalle prime giornate in testa alla classifica, con un vantaggio di diversi punti sulle principali inseguitrici (Ischia, Juve Stabia e Lavello) che inizia a diminuire nel girone di ritorno anche a causa di una squalifica del campo durata sei giornate fino all'aggancio da parte della Juve Stabia ad una giornata dalla fine; nell'ultima giornata va in scena lo scontro diretto con le Vespe, che termina sul punteggio di 1-1 e rende necessario uno spareggio per decretare la vincitrice del campionato; la gara si gioca il 1º giugno 1975 a Bari, e si conclude con un 1-0 dopo i tempi supplementari per la squadra del capoluogo lucano.

#### Ritorno in Serie C e promozioni con Potenza e Catania
A fine stagione De Petrillo lascia il Potenza e passa al Campobasso, con cui nella stagione 1975-1976 ottiene un sesto posto in classifica in Serie C; rimane tra i molisani anche nella stagione 1976-1977, nella quale viene esonerato a stagione in corso. Nell'estate del 1977 fa ritorno dopo due anni al Potenza, con cui ottiene un terzo posto in classifica in Serie D; complice la riforma dei campionati con la nascita della Serie C2, il piazzamento è sufficiente per far promuovere i rossoblu nella nuova categoria. Dopo un subentro alla tredicesima giornata a Nicola Trimarchi (che aveva a sua volta sostituito Adelchi Brach) in Serie C2 con il Messina, il tecnico campano nella stagione 1979-1980 va ad allenare il Catania, squadra militante in Serie C1. Con gli etnei vince il campionato piazzandosi davanti al Foggia, conquistando così la promozione in Serie B, categoria in cui viene riconfermato per la stagione 1980-1981 salvo poi essere esonerato a campionato in corso a seguito di una sconfitta per 4-0 sul campo della Lazio. Dopo l'esonero va al Benevento, finendo la stagione alla guida della squadra sannita nel campionato di Serie C1.

#### Gli anni in terza e quarta serie
Dopo l'addio al Benevento viene ingaggiato dalla Lucchese, squadra di Serie C2, che nella stagione 1981-1982 si piazza al quarto posto in classifica; in seguito siede sulla panchina del Cosenza, dove ottiene un sesto posto in Serie C1 e dove vince la Coppa Anglo-Italiana nella stagione 1982-1983, venendo poi esonerato a campionato in corso l'anno successivo, nel quale poi la squadra con in panchina Gian Piero Ghio si piazzerà al settimo posto in classifica. Nella stagione 1984-1985 inizia la stagione senza squadra, salvo poi subentrare a Giuseppe Caramanno sulla panchina della Nocerina in Serie C1; a fine anno la squadra arriva diciottesima in classifica e retrocede in Serie C2. De Petrillo rimane inattivo per tutta la stagione 1985-1986, mentre nella Serie C1 1986-1987 viene ingaggiato a stagione in corso dal Sorrento, con cui dal 9 novembre 1986 al 14 dicembre 1986 allena per sei partite con un bilancio di una vittoria e cinque sconfitte e con la squadra che a fine anno retrocede in Serie C2.

#### Gli ultimi anni di carriera
Nella stagione 1987-1988 subentra a stagione in corso sulla panchina dell'Atletico Catania, con cui ottiene una tranquilla salvezza in Serie C2; nella stagione 1988/89 subentra, a campionato in corso, alla guida dell’Alghero in interregionale, e nonostante la conquista di venti punti in altrettante gare, viene esonerato a sei giornate dalla fine dal presidente della società catalana dopo un’accesa discussione durante la trasferta di Civitavecchia. Nella stagione 1989-1990 è alla guida dell'Enna con cui vince il campionato conquistando una promozione in Serie C2. I gialloverdi lo confermano in panchina anche per il successivo campionato di Serie C2, che si conclude con un suo esonero e con una retrocessione e successivo fallimento della società siciliana. Nella stagione 1991-1992 inizia la stagione con il Trapani, ottenendo un pareggio con il Marsala, una sconfitta interna contro il Mazara in Coppa Italia e un pareggio contro l'Aversa nella prima giornata di campionato; in seguito alla sconfitta per 5-1 nel derby con il Marsala della seconda giornata di campionato viene esonerato e sostituito da Ignazio Arcoleo. Successivamente, nella stagione 1992-1993 conquista un sesto posto nel campionato siciliano di Eccellenza con lo Sciacca. Dal 1993 al 1997 De Petrillo rimane senza panchina, e termina la carriera da allenatore nel 1998 all'età di 64 anni dopo aver guidato per una stagione i calabresi del Rende nel Campionato Nazionale Dilettanti.

## Palmarès

### Allenatore

#### Competizioni nazionali
- Serie D: 2

Potenza: 1974-1975
Enna: 1989-1990
- Serie C1: 1

Catania: 1979-1980

#### Competizioni internazionali
- Coppa Anglo-Italiana: 1

Cosenza: 1983

#### Competizioni regionali
- Coppa Cossu-Mariotti: 1

Tempio: 1968-1969